# Rodney Wilson (Filmschaffender)
Rodney Wilson (* 8. November 1964 in Kanata, Ontario) ist ein kanadischer Filmproduzent, Filmregisseur, Drehbuchautor und Schauspieler. In seiner Funktion als Schauspieler tritt er unter dem Namen Roddy Schaef in Erscheinung.

## Leben
Privat ist über Wilson nur wenig bekannt. 1999 war er am Film Junkies als Regisseur und Produzent tätig. Anschließend produzierte er zwei Kurzfilme. 2002 spielte er in einer Episode der Fernsehserie The Shield – Gesetz der Gewalt unter dem Namen Roddy Schaef mit. 2011 produzierte er elf Episoden der Fernsehserie Random Creepy Guy und hatte außerdem eine Nebenrolle im B-Movie Thor – Der Allmächtige inne. Er war 2016 für den Film Slashed – Aufgeschlitzt als Drehbuchautor, Produzent und Regisseur verantwortlich und hatte außerdem eine Filmrolle.

## Filmografie

### Produzent
- 1999: Junkies
- 2000: In Absentia (Kurzfilm)
- 2000: The New Math(s) (Kurzfilm)
- 2003: Birth of the Vampire (Kurzfilm)
- 2007: Lesser of Three Evils
- 2011: Random Creepy Guy (Fernsehserie, 11 Episoden)
- 2011: Work (Kurzfilm)
- 2011: The Tuesday Night Righting Club (Kurzfilm)
- 2012: Grill vs. Grill (Fernsehserie, 2 Episoden)
- 2012: Final Payment (Kurzfilm)
- 2016: Slashed – Aufgeschlitzt (Paramedics)
- 2017: Living Colors (Kurzfilm)

### Regie
- 1999: Junkies
- 2011: Work (Kurzfilm)
- 2011: The Tuesday Night Righting Club (Kurzfilm)
- 2012: Final Payment (Kurzfilm)
- 2013: Feint (Kurzfilm)
- 2016: Slashed – Aufgeschlitzt (Paramedics)

### Drehbuchautor
- 2011: Work (Kurzfilm)
- 2011: The Tuesday Night Righting Club (Kurzfilm)
- 2012: Final Payment (Kurzfilm)
- 2013: Feint (Kurzfilm)
- 2016: Slashed – Aufgeschlitzt (Paramedics)

### Schauspieler
- 2002: The Shield – Gesetz der Gewalt (The Shield) (Fernsehserie, Episode 1x13)
- 2004: Hart am Limit (Torque)
- 2011: Thor – Der Allmächtige (Almighty Thor) (Fernsehfilm)
- 2011: Work (Kurzfilm)
- 2016: Slashed – Aufgeschlitzt (Paramedics)
- 2018: Rain (Kurzfilm)
- 2019: Sweet Inspirations